# Makary
Makary – imię męskie pochodzenia greckiego. Pochodzi od słowa stgr. μακάριος makários oznaczającego „szczęśliwy”. Znaczeniowo odpowiadają mu imiona: Feliks (pochodzenia łacińskiego) i Szczęsny.
Żeńskim odpowiednikiem jest imię Makaria.
Makary imieniny obchodzi 2 stycznia, 15 stycznia, 28 lutego, 10 marca, 1 kwietnia, 10 kwietnia, 20 czerwca, 12 sierpnia, 30 października i 20 grudnia.

## Osoby o tym imieniu
- Makary z Jerozolimy – biskup Jerozolimy, święty katolicki
- Makary z Antiochii (Makary Antiocheński) – prawosławny patriarcha Antiochii, święty katolicki i prawosławny (wspomnienie 10 kwietnia)[6]
- Makary z Aleksandrii (Makary Aleksandryjski, Makary Młodszy lub Mniejszy) – zm. ok. 394, święty katolicki; Grecy wspominali go 19 stycznia, natomiast łacinnicy – 2 stycznia[6]
- Makary z Magnezji – biskup i Ojciec Kościoła
- Makary Wielki Egipski (Makary Starszy) – jeden z ojców monastycyzmu, święty katolicki (wspomnienie 10 marca) i prawosławny (wspomnienie 19 stycznia/1 lutego[7])
- Makary Żabiński – święty prawosławny (wspomnienie 22 stycznia/4 lutego)
- Makary z Moskwy – święty prawosławny, metropolita Moskwy i Wszechrusi (wspomnienie 30 grudnia/12 stycznia)
- Makary Drohomirecki – polski działacz niepodległościowy, powstaniec styczniowy
- Kari Ukkonen – fiński piłkarz.